# Periodismo de datos
El periodismo de datos es una especialidad del periodismo que consiste en recabar y analizar grandes cantidades de datos mediante software especializado y hacer comprensible la información a la audiencia a través de artículos, infografías, visualizaciones de datos o aplicaciones interactivas.
Tiene sus antecedentes en el periodismo asistido por ordenador que se utilizó por primera vez en la cadena de televisión CBS en 1952 para predecir los resultados de las elecciones presidenciales. Simon Rogers, quien implementó la sección DataBlog en el diario The Guardian en 2009, señala que el periodismo con datos se ha hecho en algunos diarios desde 1858.
Desde la década de los 60 y hasta la actualidad, los periodistas han buscado monitorizar el poder a través del análisis de datos públicos utilizando métodos científicos y la tecnología que tenían a su alcance. A medida que la tecnología avanza también es más fácil para los periodistas el análisis de grandes cantidades de datos, ya que la misma tecnología aporta las herramientas que sirven tanto para la obtención de los datos como para la extracción de la información y la muestra de tendencias y relaciones entre estos. 
Aparte del trabajo normal de reporterismo, el proceso de trabajo de un periodista de datos incluye el uso de herramientas especializadas en la gestión y tratamiento de datos como hojas de cálculo, SQL, R o Python.
Aunque los datos tienen una importancia decisiva en esta disciplina, algunos especialistas como Aron Pilhofer ponen énfasis en utilizar los datos para explicar historias y dar respuestas: "los datos son sólo el punto de partida, no un objetivo por sí solos".

## Acceso a los datos
El periodismo de datos obtiene sus fuentes de las instituciones pero no toda la información es accesible a los periodistas ni al público en general. Cada país establece una legalidad propia en cuanto a transparencia de datos y en el caso español la Ley de transparencia, acceso a la información pública y buen gobierno establece las obligaciones de las administraciones en términos de acceso público a los datos. 
Diversas administraciones políticas a nivel mundial ofrecen acceso público a sus datos y actualmente el listado de instituciones con datos abiertos aumenta progresivamente. El periodismo de datos se ha beneficiado de esta tendencia y hoy en día muchos medios de comunicación internacionales cuentan con secciones especializadas en las que se publican artículos partiendo del análisis de datos, infografías, visualizaciones y aplicaciones interactivas y en algunos casos también ofrecen acceso a sus bases de datos.